# Sate klopo
 (avril 2025).
 (janvier 2025).
La mise en forme du texte ne suit pas les recommandations de Wikipédia : il faut le « wikifier ».
Les points d'amélioration suivants sont les cas les plus fréquents. Le détail des points à revoir est peut-être précisé sur la page de discussion.
- Les titres sont pré-formatés par le logiciel. Ils ne sont ni en capitales, ni en gras.
- Le texte ne doit pas être écrit en capitales (les noms de famille non plus), ni en gras, ni en italique, ni en « petit »…
- Le gras n'est utilisé que pour surligner le titre de l'article dans l'introduction, une seule fois.
- L'italique est rarement utilisé : mots en langue étrangère, titres d'œuvres, noms de bateaux, etc.
- Les citations ne sont pas en italique mais en corps de texte normal. Elles sont entourées par des guillemets français : « et ».
- Les listes à puces sont à éviter, des paragraphes rédigés étant largement préférés. Les tableaux sont à réserver à la présentation de données structurées (résultats, etc.).
- Les appels de note de bas de page (petits chiffres en exposant, introduits par l'outil «  Source ») sont à placer entre la fin de phrase et le point final[comme ça].
- Les liens internes (vers d'autres articles de Wikipédia) sont à choisir avec parcimonie. Créez des liens vers des articles approfondissant le sujet. Les termes génériques sans rapport avec le sujet sont à éviter, ainsi que les répétitions de liens vers un même terme.
- Les liens externes sont à placer uniquement dans une section « Liens externes », à la fin de l'article. Ces liens sont à choisir avec parcimonie suivant les règles définies. Si un lien sert de source à l'article, son insertion dans le texte est à faire par les notes de bas de page.
- La présentation des références doit suivre les conventions bibliographiques. Il est recommandé d'utiliser les modèles {{Ouvrage}}, {{Chapitre}}, {{Article}}, {{Lien web}} et/ou {{Bibliographie}}. Le mode d'édition visuel peut mettre en forme automatiquement les références.
- Insérer une infobox (cadre d'informations à droite) n'est pas obligatoire pour parachever la mise en page.

Pour une aide détaillée, merci de consulter Aide:Wikification.
Si vous pensez que ces points ont été résolus, vous pouvez retirer ce bandeau et améliorer la mise en forme d'un autre article.
 (janvier 2025).

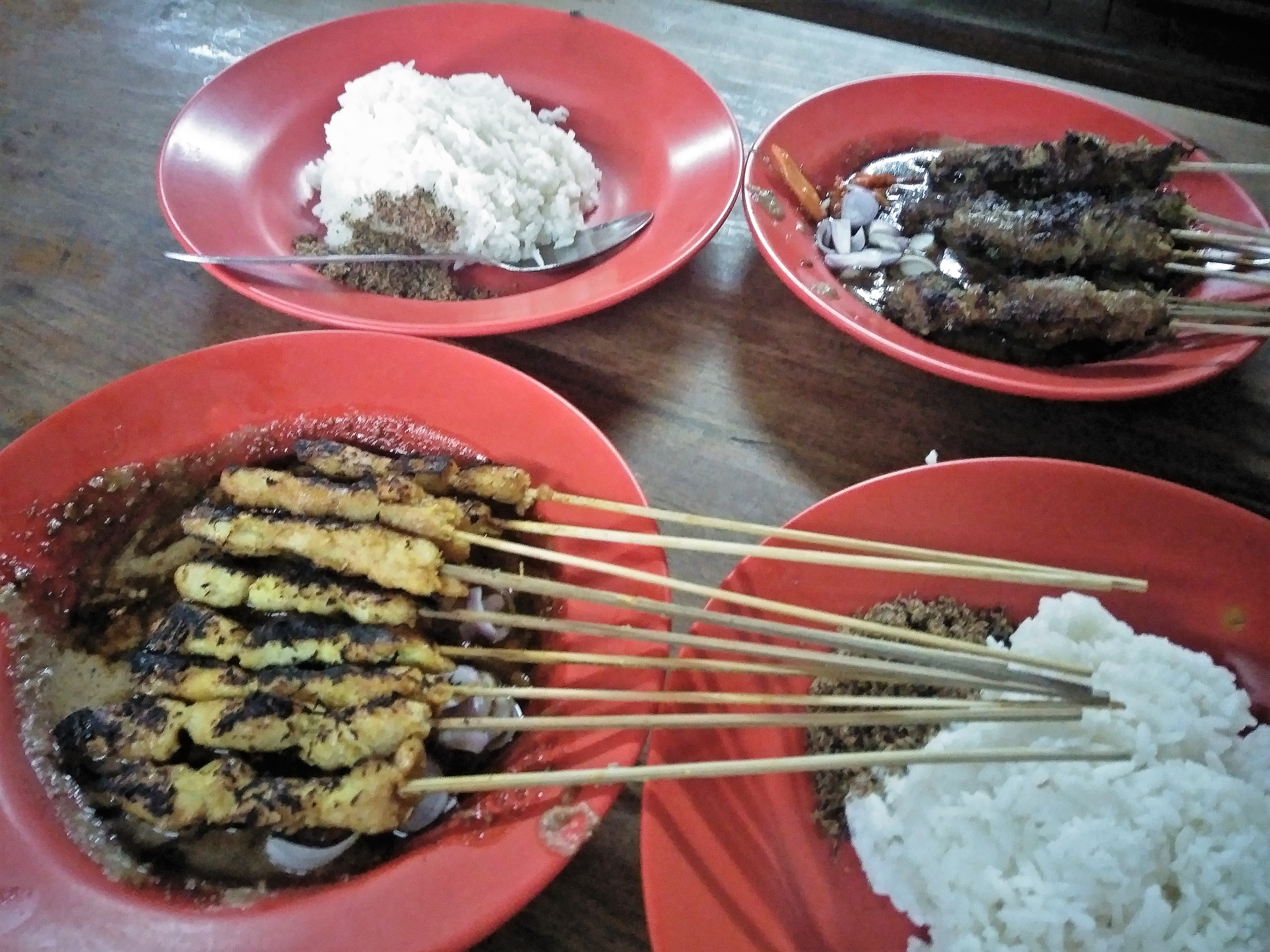

Le Sate Klopo est une spécialité culinaire originaire de Java-Est (Java oriental), Indonésie, et plus particulièrement de Surabaya. En indonésien, "Sate Klopo" signifie littéralement "Satay de Noix de Coco", car le terme "klopo" est une prononciation javanaise de "kelapa", qui signifie noix de coco.

## Caractéristiques et préparation
Le Sate Klopo est préparé à partir de morceaux de viande, généralement du poulet ou du bœuf, embrochés sur des brochettes en bambou. Avant la cuisson, la viande est marinée avec un mélange d’épices typiquement indonésien, puis enrobée de noix de coco râpée (kelapa). Cette particularité confère au plat une texture croustillante et une saveur légèrement sucrée et fumée après la cuisson au gril traditionnel au charbon de bois.
Après la cuisson, les brochettes sont servies avec une sauce aux cacahuètes onctueuse, du lontong (riz compressé en galette), ainsi que des oignons frits et du sambal, une sauce pimentée qui relève le goût du plat.

## Origine et popularité
Originaire de Surabaya, capitale de la province de Java-Est (Java oriental), le Sate Klopo est un mets incontournable de la cuisine locale. Il est particulièrement apprécié pour son équilibre entre le croquant de la noix de coco, la tendreté de la viande et les arômes riches des épices grillées. Ce plat est servi dans de nombreux warung (restaurants de rue) et marchés locaux en Indonésie, attirant aussi bien les habitants que les touristes curieux de découvrir une spécialité authentique.

## Variantes et Adaptations
Bien que la recette traditionnelle utilise du bœuf ou du poulet, certaines variantes modernes incorporent des ingrédients tels que des fruits de mer ou des abats, offrant une diversité de saveurs et de textures. De plus, l'ajout de seroundeng en garniture rehausse le profil aromatique du plat, ajoutant une dimension supplémentaire à chaque bouchée.

## Appréciation Culturelle
Le Sate Klopo est plus qu'un simple plat; il représente une fusion des influences culturelles et culinaires de l'Indonésie. La technique de griller la viande sur des brochettes trouve ses racines dans les traditions arabes, tandis que l'utilisation de la noix de coco et des épices est typiquement javanaise. Cette combinaison illustre la richesse et la diversité de la cuisine indonésienne.

## Référence
1. ↑  (id) Good News From Indonesia, « Manis Gurih Sate Klopo, Hidangan Wajib Coba di Surabaya » [archive du 26 avril 2025], sur Good News From Indonesia (consulté le 4 mai 2025)